# Caradrina hypoleuca
Caradrina hypoleuca är en fjärilsart som beskrevs av Charles Boursin 1968. Caradrina hypoleuca ingår i släktet Caradrina och familjen nattflyn. Inga underarter finns listade i Catalogue of Life.